# A Guerra dos Gibis (curta-metragem)
A Guerra dos Gibis é um curta-metragem brasileiro de 2012, dirigido por Thiago Mendonça e Rafael Terpins e inspirado no livro A Guerra dos Gibis 2: Maria Erótica e o Clamor do Sexo, Imprensa, Pornografia, Comunismo e Censura na Ditadura Militar, 1964/1985, de Gonçalo Junior.
O documentário passou na Curta TV, da EBC, e está disponível no Embaúba Play.

## Conteúdo
O documentário aborda os quadrinhos eróticos e a censura durante a Ditadura Militar, sobretudo os das editoras EDREL e Minami & Cunha de São Paulo e Grafipar de Curitiba. Ele é um híbrido entre animação limitada e documentário convencional, contendo ainda entrevistas e encenações de cituações reais. A animação foi inicialmente pensada para mostrar a passagem do tempo, porém os animadores preferiram retratar os personagens, como Maria Erótica, Katy Apache, Satã — A  Alma Penada, Chico de Ogum, Beto Sonhador, Tarun, Sibele — A espiã de Vênus, e outros, interagindo com seus criadores, servindo como impulsionador da narrativa ou como alegoria visual. Os estilos de animação variam, desde animações baseadas na pop art de Roy Lichtenstein até animação com origâmis.
Os entrevistados no documentário são Fernando Ikoma, Paulo Fukue, Franco de Rosa, Carlos Cunha e Faruk El Kathib, com a entrevista de Minami Keizi (morto em 2009) sendo roterizada baseada em pesquisa prévia. Também foram usados elementos ficcionais misturados aos factuais. Em algumas entrevistas, Claudio Seto afirmou ter um irmão gêmeo e que ele era o verdadeiro Claudio Seto (o nome verdadeiro de Claudio Seto era Chuji Seto Takeguma), Gonçalo Junior disse que isso era piada de Seto, contudo, o filme brinca com isso e coloca o ator Atsumi Iwakiri como o "verdadeiro Claudio Seto". A personagem Satã também é utilizada como uma força mística por detrás dos acontecimentos dos filmes. Em sua história fictícia, Satã precisa realizar 100 boas ações para poder descançar em paz no mundo do além, o que ocorre após ela ajudar os quadrinhistas diversas vezes. Sua última boa ação foi o encontro de Seto com Keizi no céu.

## Elenco
- Suzana Aragão (voz): Maria Erótica e Gueisha
- Patricia Barros (voz): Katy Apache
- Carlos Francisco (voz): Minami Keizi e Juiz
- Danilo Grangheia (voz): Claudio Seto e Beto Sonhador
- Atsumi Iwakiri: Claudio Seto
- Minami Keizi: ele mesmo
- Fernando Ikoma: ele mesmo
- Paulo Fukue: ele mesmo

## Premiações
- Festival de Brasília (2012) na categoria Curta-Metragem: Melhor filme, Melhor direção de arte, Melhor trilha sonora.[7]

- Festival Internacional de Curtas-metragens de São Paulo (2013): Prêmio TV Cultura.[8]